# Jucimar José Teixeira
Jucimar José Teixeira, meglio noto come Alemão (Oliveira dos Brejinhos, 20 maggio 1990), è un calciatore brasiliano, difensore del Santo André.

## Carriera
Ha giocato nella massima serie dei campionati brasiliano e sudcoreano.